# ريم أبو حسان
ريم ممدوح أبو حسان هي سياسية أردنية وناشطة في الشؤون الاجتماعية والاسرية والمرأة وحقوق الإنسان وخبيرة في قضايا حماية الأسرة والطفل، تولت منصب وزيرة التنمية الاجتماعية في حكومة عبدالله النسور الثانية، درست المحاماة. وتعمل على تطوير التشريعات المتعلقة بحماية الأسرة في الإجراءات الجزائية ولها مساهمات في مجال تطوير القضاء، وإدارة الدعاوى المدنية والوساطة.

## المؤهلات العلمية
درست الحقوق في الجامعة الأردنية وجامعة لندن وجامعة هارفرد ومحامية أستاذة في نقابة المحامين الأردنيين

## المناصب
- أمين عام للمجلس الوطني لشؤون الاسرة [1]
- اسست مديرية حقوق الإنسان وشؤون الأسرة في وزارة العدل
- عضو مؤسس للمركز العربي لتطوير حكم القانون والنزاهة على المستوى الإقليمي ومدير المركز في الأردن
- الرئيس الفخري لجمعية حماية ضحايا العنف الأسري الخيرية
- عضو مؤسس وعضو الهيئة الادارية لمؤسسة شركاء من أجل التغيير/الأردن
- عضو مؤسس ورئيس سابق لملتقى النساء العالمي (2006-2008) في الأردن
- عضو في مجلس أمناء مؤسسة القيادة الدولية - الذراع الأكاديمي لملتقى النساء العالمي
- عضو مؤسس للشبكة القانونية للنساء العربيات
- مقرر اللجنة التوجيهية لشبكة المساندة الإنسانية.
- عضو مؤسس في مجلس الإدارة التأسيسي لمجلس اعتماد المؤسسات الصحية
- عضو مؤسس لمركز العدل للمساعدة القانونية
- عضو لجنة العدل والتشريع في الأجندة الوطن
- عضو لجنة الحوكمة والتشريع في مبادرة الأردن أولا
- عضو مجلس إدارة مؤسسة الإذاعة والتلفزيون
- عضو في مجلس التعليم العالي
- عضو مجلس الأمناء في المركز الوطني لحقوق الإنسان